# Parco nazionale Gotska Sandön

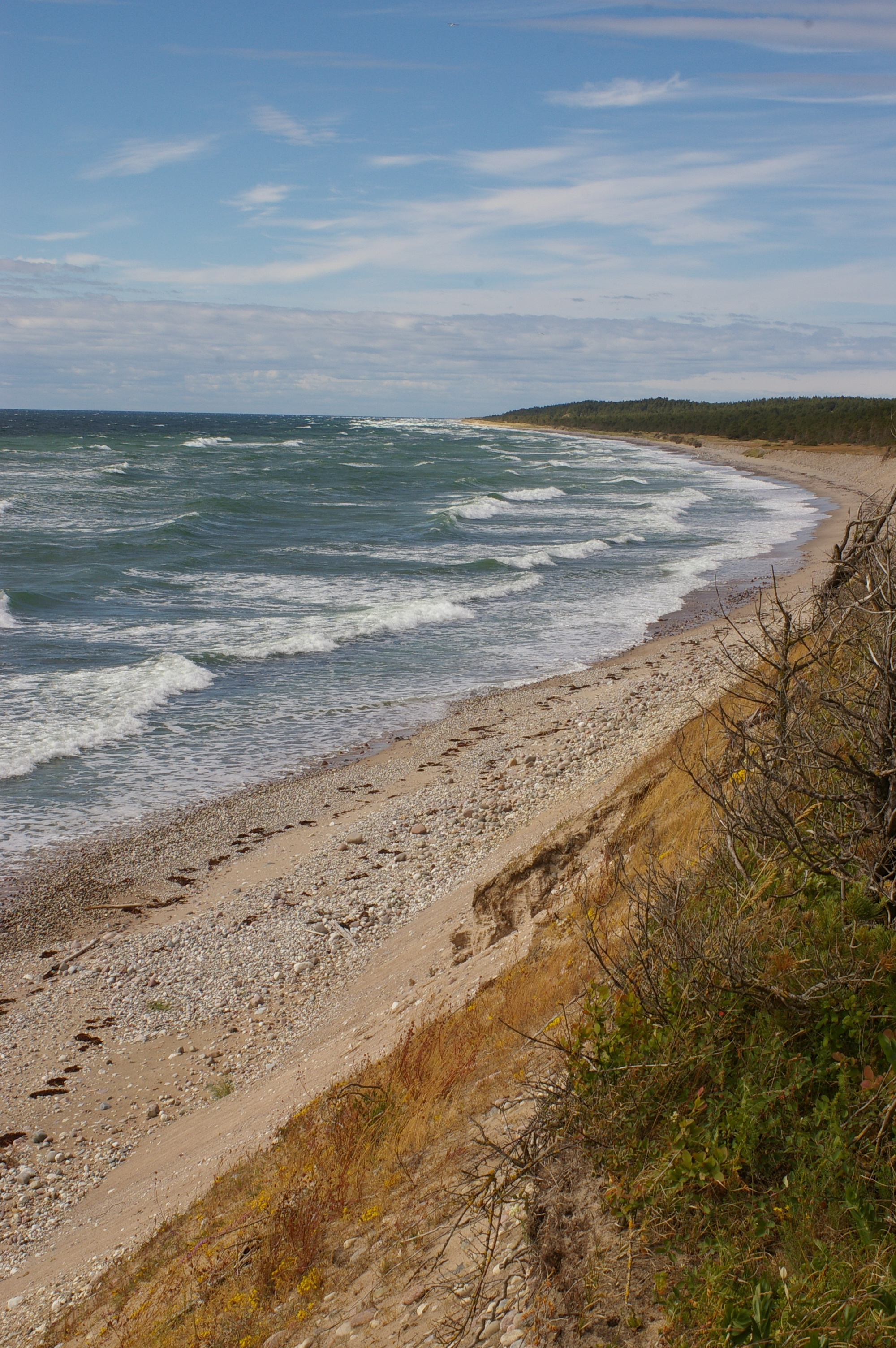
La costa ovest dell'isola di Gotska Sandön sul Mar Baltico nel Parco nazionale Gotska Sandön

Il parco nazionale Gotska Sandön è un parco nazionale della Svezia, nella contea di Gotland. Occupa una superficie di 4.490 ha sull'isola di Gotska Sandön. È stato istituito nel 1909.